# Matuxia
Matuxia ist eine brasilianische Gattung der Landplanarien.

## Merkmale
Arten in der Gattung Matuxia haben einen schlanken Körper mit annähernd parallelen Seitenrändern. Sie erreichen eine Länge von bis zu 12 Zentimetern. Der Körper ist sowohl bauch- als auch rückenseitig leicht nach außen gewölbt. Die vielen Augen sind an den Seitenrändern des Körpers verteilt, auf der Rückenseite befinden sich keine Augen. Zu dem Kopulationsorgan gehört eine scheinbare Penispapille, die sich von einer echten Penispapille insofern unterscheidet, als dass kein Ejakulationskanal, sondern eine Ejakulationshöhle vorhanden ist. Die weibliche Geschlechtshöhle ist rundlich und hat ein mehrschichtiges Epithelgewebe.

## Etymologie
Matuxia ist ein Kofferwort der Artepitheta der beiden zuerst beschriebenen Arten, die der Gattung angehörten, Matuxia matuta und Matuxia tuxaua. Beide Arten wurden bei der Erstbeschreibung von Eudóxia Maria Froehlich  noch in der Gattung Geoplana geführt und erst später in eine neu errichtete Gattung eingeordnet.

## Arten
Der Gattung Matuxia gehören drei Arten an:
- Matuxia matuta (E. M. Froehlich, 1955)
- Matuxia tuxaua (E. M. Froehlich, 1955)
- Matuxia tymbyra Rossi & Leal-Zanchet, 2019[2]